# Linaria melampyroides
Linaria melampyroides är en grobladsväxtart som beskrevs av Kuprian.. Linaria melampyroides ingår i släktet sporrar, och familjen grobladsväxter. Inga underarter finns listade i Catalogue of Life.